# Pjer Žalica

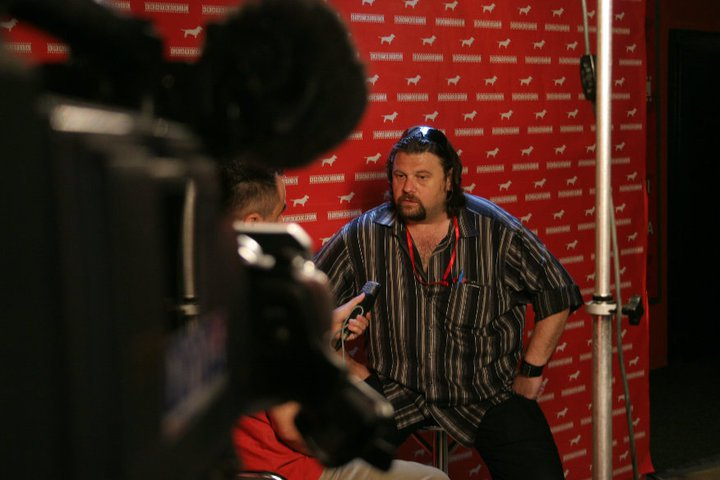
Pjer Žalica (2007)

Pjer Žalica (* 7. Mai 1964 in Sarajevo) ist ein bosnischer Filmregisseur und -produzent.
Der Sohn des Dramaturgen und Dichters Miodrag Žalica (1926–1992) studierte ab 1989 – u. a. zusammen mit Danis Tanović – Regie an der Akademie für szenische Künste in Sarajevo (Akademija scenskih umjetnosti u Sarajevu), die er mit einem Diplom abschloss. Während der Belagerung der Stadt zwischen 1992 und 1996 drehte er mehrere Dokumentarfilme sowie Kriegsberichterstattungen u. a. für die BBC. Für den Film Savršeni krug („Der perfekte Kreis“, 1997) schrieb er zusammen mit Ademir Kenović das Drehbuch. Als Regisseur drehte er zwei Spielfilme, die auch international Anerkennung erhielten (Gori vatra – Feuer!, 2003, und Kod amidže Idriza, 2004).
Seit Ende 2013 ist er Dekan der Akademie für szenische Künste in Sarajevo.
Pjer Žalica ist Unterzeichner der 2017 veröffentlichten Deklaration zur gemeinsamen Sprache der Kroaten, Serben, Bosniaken und Montenegriner.
Pjer Žalica ist verheiratet mit der Schauspielerin Jasna Žalica und hat mit ihr einen Sohn.

## Filmografie
- Godot Sarajevo (Dokumentarfilm über den Besuch von Susan Sontag in Sarajevo, 1993)
- Savršeni krug („Der perfekte Kreis“, Drehbuch, 1997)
- Kraj doba neprijatnosti (Kurzfilm, 1998)
- Made in Sarajevo (Dokumentarfilm, 1998)
- Mostar Sevdah Reunion (Dokumentarfilm, 2000)
- Gori vatra – Feuer! („Gori vatra“, Spielfilm, 2003)
- Kod amidže Idriza (Spielfilm, 2004)
- Koncentriši se, baba (Spielfilm, 2020)
- Praznik rada (Spielfilm, 2022)